# ناطق مکرانی
میرزا گل‌محمدخان مکرانی مشهور به ناطق مکرانی (درگذشتهٔ ۱۲۶۴ هـ. ق) ادیب، عارف، شاعر و متکلم پارسی‌گوی بلوچ سده سیزدهم قمری بود. جز آنچه در «تذکره شمع انجمن»، تألیف حسن خان قنوجی و چند تذکره و فرهنگ دیگر به اجمال دربارهٔ زندگی ناطق مکرانی یاد شده‌است اطلاعات دقیق و مفصلی از زندگی او در دست نیست.
اما آنگونه که از سال درگذشت وی (۱۲۶۴ هـ. ق) و معاصر بودن و دوستی و مراوده ادبی وی با غالب دهلوی بر می‌آید مسلماً میرزا ناطق مکرانی در سده نوزده میلادی معادل سده سیزدهم قمری می‌زیسته‌است.

## زندگی‌نامه
زادروز ناطق مکرانی دقیقاً مشخص نیست. اما بر مبنای نظری او در ۱۱۹۲ هـ. ق به دنیا آمده‌است.
گرچه برخی در درستی این نظر تردید کرده‌اند اما یقیناً وی در نیمه دوم سده دوازدهم در مکرانِ بلوچستان در شهر پنجگور دیده به جهان گشوده‌است.
آنچه مسلم است میرزا گل‌محمد‌خان نخستین سال‌های زندگی خود را در شهر پنجگور بلوچستان سپری کرده‌است. اما در جوانی زادگاه خود را ترک گفته و به قصد تحصیل راهی اصفهان می‌شود و پس از سال‌ها با اندوخته‌ای پربار در حوزه زبان و ادبیات فارسی به موطن خود بازمی‌گردد. گویند پس از بازگشت به بلوچستان به دلیل بلاغت و سلاست وی در ادبیات فارسی در تمام منطقه شهره می‌شود تا جایی که میان مردم به پارسی‌وان (به بلوچی در معنای فارسی‌خوان یا آنکه بسیار در زبان فارسی بلیغ است) شناخته می‌شود. اما پس از مدتی به سوی سند راهی می‌شود. دربارهٔ دلیل هجرت وی از سرزمین مادری نظرات مختلفی وجود دارد. به عقیده برخی در دوران فرمان‌روایی میر نوری نصیر خان بر کلاتِ بلوچستان، و درگیری‌های متمادی وی با حکمرانان محلی کیچ ناطق مکرانی همچون خیل عظیمی از بلوچ‌ها در اثر تباهی ناشی از این جنگ‌ها به میرفاتح‌علی‌خان از پادشاهان بلوچ سلسلهٔ تالپور در ناحیه سند پناه برد.
میرزا ناطق در مدت اقامت در حیدر آباد سند امیر صوبدارخان دوم فرمانروای جوانِ دانشمند و دانش‌دوست سلسله تالپور را درک کرده و به دربار او راه می‌یابد.
گویند صوبدارخان سخت او را گرامی داشته و هم او بوده‌است که به میرزا ناطق لقب «دِل‌وَش» (خوش‌دل) داده‌است. صوبدارخان برای میرزا ناطق منصب و مقرری درخور و مداومی در نظر گرفته اما آن‌گونه که می‌گویند ناطق از بلندهمتی آن را نپذیرفته و دیری هم نمی‌پاید که از بلاد سند در حدود سال ۱۲۴۵ هـ. ق به لاهور مهاجرت می‌کند.
ناطق پس از حدود چهار سال اقامت در لاهور در حوالی سال ۱۲۵۰ هـ. ق به لکهنو عزیمت کرده و در آنجا نیز به دربار محمدعلی شاه و امجدعلی شاه از پادشاهان سلسله اود راه یافته و ارج و قربی بلند می‌یابد. وی در همین ایام قصایدی نیز در مدح امرای دولت و درباریان سلسله اود سروده‌است.
عمدهٔ تذکره‌نویسان تاریخ درگذشت میرزا ناطق مکرانی را به سال ۱۲۶۴ هـ. ق ذکر کرده‌اند.

## منبع‌شناسی

### زندگی
در صفحهٔ ۷۰۴ تا ۷۱۰ کتاب تذکرهٔ شمع انجمن تألیف حسن خان قنوجی جزئیات مختصری از حیات ناطق مکرانی و ابیاتی از وی به عنوان نمونه ذکر شده‌است. در بخش‌هایی از صفحهٔ ۵۵۹ کتاب فرهنگ شاعران زبان فارسی اثر عبدالرفیع حقیقت نیز به اجمال اشاراتی به زندگی ناطق مکرانی شده‌است و همان‌جا نیز به عنوان نمونه ابیاتی از وی نقل شده‌است. عبدالرفیع حقیقت در اثر دیگر خود یعنی نگین سخن نیز ابیاتی از میرزا ناطق مکرانی ذکر کرده، اما سخنی از زندگی وی به میان نیامده‌است. در شماره ۴۰–۴۱ مجلد یازدهم مجلهٔ هلال و در مقالهٔ «شعرگویی در کلات و کویته» به قلم انعام الحق کوثر اطلاعات به‌نسبت دقیق‌تری از زندگی ناطق اشاره شده‌است که عبدالرسول خیام‌پور نیز در کتاب فرهنگ سخنوران برای اطلاع از زندگی شاعر به آن ارجاع داده‌است.

### آثار
تاکنون اطلاع دقیقی از تمامی آثار ناطق مکرانی به‌دست نیامده‌است. اما قدر مسلم، می‌توان اذعان کرد که وی دست کم، صاحب یک مثنوی که هم‌اکنون در دست نیست و دیگر دیوان شعر شناخته‌شده‌ای بوده‌است.
نخستین بار کمی پس از درگذشت میرزا ناطق مکرانی به سال ۱۲۷۷ هـ. ق به کوشش شخصی از شاگردانش به نام «جواهر سنگه جوهر» دیوان شعر مختصری از وی در چاپخانهٔ نول کشور شهر لکهنو گردآوری شده و به طبع رسیده‌است و هم او بر آن نام «جوهر معظم» نهاده. برای دومین بار، پس از گذشت حدوداً صد سال در ۱۹۶۹ میلادی مجدداً دیوان ناطق، این بار با الحاق مکتوبات شاعر و مقدمهٔ نسبتاً مفصلی از دکتر انعام‌الحق کوثر استاد دانشگاه بلوچستان در کویتهٔ بلوچستان به چاپ رسید.

## سبک شعری
میرزا ناطق مکرانی از اغلب قالب‌های شعر فارسی همچون غزل، قصیده، مثنوی، قطعه و رباعی بهره برده‌است. اما به دلیل کثرت غزلیاتش می‌توان نتیجه گرفت علاقۀ بیشتری به طبع‌آزمایی در این قالب داشته‌است.

### غزلیات
با اینکه ناطق مکرانی حدوداً یک سده پس از دوران اوج و رواج سبک هندی (قرن یازدهم و دوازدهم قمری) در عرصۀ ادبیات فارسی ظهور کرده‌است، اما در غزلیات وی می‌توان بسیاری از ویژگی‌های متداول سبک هندی را یافت. در سبک هندی این تنها قافیه‌ها و ردیف‌ها هستند که ابیات مستقل یک غزل را به یکدیگر پیوند می‌دهند و در غزل ناطق نیز کمابیش این قاعده رعایت شده‌است و تک‌بیت‌هایی، مستقل از نظر معنایی، به‌وسیلهٔٔ قافیه و ردیف شعر در هیئت غزلی واحد درآمده‌اند. به‌طور مثال:
| به دشتی کوفتد یک‌رَه نگه آن چشم جادو را/   |  | کند موج رم وحشی غزالان جادهٔ او را       |
| زکام از نکهت گل‌های باغ خلد می‌آید/        |  | دماغ عندلیبان قفس‌پروردهٔ او را           |
| خدا را چون کشی نقاش تصویر گلستانی/       |  | ز مژگان اسیران قفس کن خامهٔ او را        |
| مدار از تربیت چشم اثر چون قابلیت نیست/   |  | کجا باران تواند سبز کردن شاخ آهو را     |
| به خرگوش این سخن شیر به‌چاه‌افتاده می‌گوید/ |  | که روز حمله عاجز می‌نماید زور بازو را    |
| سپهر دون‌نواز آن دم که بر کام خسان گردد/  |  | درآرد همچو یوسف شاهدی در بر ترازو را    |
| نمی‌دانم شهید تیر مژگان که شد ناطق/       |  | کفن از پرده‌های چشم تو کردند آهوان او را |— ناطق مکرانی، دیوان جوهر معظم
گرچه ناطق در عمدۀ غزلیات از سبک هندی بهره جسته‌است اما بنظر می‌رسد وی از افراط در این سبک پرهیز می‌کرده‌است و در غزل او نیز کمتر نشانی از ترکیب‌های نامتعارف، قیاس‌های زبانی پیچیده و به‌طور کلی زیاده‌روی‌های رایج در میان برخی شاعران سبک هندی می‌توان یافت؛ بنابراین از این جهت غزل ناطق به شاعرانی چون صائب و کلیم کاشانی نزدیک‌تر است تا شعرای دیگری که راه تکلف را در این سبک پی گرفته‌اند.
نکته جالب توجه شعر ناطق عدم پیروی او از برخی اصول سنتی و چارچوب‌های تعریف شده برای قالب‌های مختلف شعری است. به‌طور مثل در غزلی با مطلع:
| نشتابد اجل از دهشت غم بر سر ما/ |  | سر ما باد فدای غم جان‌پرور ما |— ناطق مکرانی، دیوان جوهر معظم
تعداد ابیات را به بیست بیت فزونی داده‌است.

### قصاید
موضوع بیشتر قصاید ناطق ستایش و منقبت است. برخلاف غزلیات ناطق مکرانی که عمدتاً به پیروی از سبک هندی سروده شده‌اند، در قصیده‌های وی نشانی از آن نیست و در قصایدش همگام با شاعران هم‌عصرش (دورۀ بازگشت)بوده‌است و به روشنی ردپای سبک خراسانی را می‌توان یافت. میرزا ناطق مکرانی در قصاید خود نیز همچون غزلیاتش در قید هنجارهای متداول شعر فارسی نبوده‌است و در دیوان وی قصاید مدحی بسیار کوتاهی می‌توان یافت که به ۱۵ بیت نمی‌رسد. ناطق در آغاز عمدهٔ قصاید مدحی خود تشبیب‌هایی ۸ تا ۱۷ بیتی در وصف طبیعت، نوروز و عشق سروده‌است اما در آن نیز گاهی برخلاف رسم رایج بین چکامه‌سرایان پارسی قصایدی سروده‌است که ابتدای آنها هیچ تشبیبی ندارد و یک‌راست به مدح می‌پردازد.